# Dosłońce
Dosłońce – wieś w Polsce położona w województwie małopolskim, w powiecie miechowskim, w gminie Racławice.
| SIMC    | Nazwa         | Rodzaj    |
| ------- | ------------- | --------- |
| 0263923 | Dale          | część wsi |
| 0263892 | Kliny Dalskie | część wsi |
| 0263900 | Nowiny        | część wsi |
| 0263917 | Przysłońce    | część wsi |

W latach 1975–1998 miejscowość administracyjnie należała do województwa kieleckiego.